# Lov og orden i Christiania
Lov og orden i Christiania er en kortfilm fra 1974 instrueret af Nils Vest efter eget manuskript.

## Handling
I foråret 1974 åbnedes den hidtil kraftigste offensiv mod fristaden Christiania. En række politikere med forsvarsminister Brøndum i spidsen havde sat sig for, at over 1/3 af de eksisterende huse skulle rives ned, officielt på grund af brandfare. Fra anden side bedømtes sagen som højrefløjens forsøg på stemmefiskeri, idet Christiania i 1973 havde fået officielt løfte om at kunne leve på helt egne betingelser i mindst 3 år. Denne film indgik i den kampagne, som christianitter og venner satte i gang for at imødegå de officielle politikerfremstillinger af fristadens liv.
Filmen blev lanceret anonymt, i tidens kollektive ånd, under ophavsnavnet Filmfronten.

## Medvirkende
- Kjeld Olesen
- Karen Grue
- Ole Berthelsen (Jord og Betonarbejdernes Fagforening)
- Thorkild Weiss Madsen[3]